# 心愿 (王泽单曲)
心愿，又称曾经的那些，中国大陆歌曲，王泽词曲，王泽、杨颖、乔媛和唐景莲演唱。

## 创作
1994年秋，正在读高二的王泽创作了该曲。1996年，王泽高考结束后，与同学杨颖、乔媛、唐景莲共同录制该曲并发布。

## 流传
该曲属校园风歌曲，因曲风轻盈并且含有一丝淡淡的忧伤而得以广为传唱。1999年由CZ音乐发行的群星民谣专辑《第一直觉》中曾收录王泽的《航行》和《心愿》两首歌曲。
陈泗旭等歌手曾翻唱该歌曲。

## 备注
1. ↑  部分音乐网站将其演唱者标注为“四个女生”[2][3]，与马来西亚女子组合“四个女生”混淆[4]